# Warsaw Financial Center
El Warsaw Financial Center (WFC) es un edificio de oficinas en Varsovia. Se encuentra ubicado entre las calles Emilia Plater y Świętokrzyska en el centro mismo de la ciudad. Terminado en 1998, fue el primer edificio de oficinas moderno en la capital polaca.
El Warsaw Financial Center fue diseñado por las compañías norteamericanas A. Epstein & Sons International y Kohn Pedersen Fox Associates en colaboración con arquitectos polacos. El diseño del edificio fue inspirado, entre otros, por el edificio 333 Wacker Drive ubicado en Chicago.
En total, el Warsaw Financial Center dispone de 50 mil m² de espacio tipo A+ para alquiler así como de 350 plazas de aparcamiento para coches y bicicletas. Cada una de las 32 plantas del edificio dispone de 1900 m²de espacio de 2,75 m de altitud que está adaptado completamente para los discapacitados. El transporte entre las plantas del edificio está facilitado por 16 ascensores. En este rascacielos de 144 metros de altura se encuentran las sedes de casi 70 compañías. Soluciones tecnológicas de alta gama como el punto de tratamiento del agua, el grupo electrógeno o los tanques con capacidad de unos 600 mil litros ubicados en el sótano hacen que el edificio sea autosuficiente en cuanto al acceso a la energía eléctrica, energía térmica y agua.
Desde finales de 2012 el Warsaw Financial Center es propiedad del consorcio Allianz Real Estate y Curzon Capital Partners III que es un fondo de inversión gestionado por Tristan Capital Partners.